# Кутейникова, Нина Сергеевна
Ни́на Серге́евна Куте́йникова (род. 15 февраля 1940, Ленинград) — советский и российский искусствовед и педагог. Кандидат искусствоведения, профессор кафедры русского искусства ГАИЖСА им. И. Е. Репина, заслуженный деятель искусств Российской Федерации (2005), член-корреспондент, академик РАХ (2020), член Санкт-Петербургского Союза художников России (до 1992 года — Ленинградского Союза художников), член Совета Санкт-Петербургского отделения Всероссийской ассоциации историков искусства и художественных критиков (АИС).

## Биография
Нина Кутейникова родилась 15 февраля 1940 года в Ленинграде. В 1961 году поступила на факультет теории и истории искусства Ленинградского института живописи, скульптуры и архитектуры имени И. Е. Репина.
В 1967 году окончила институт с присвоением квалификации искусствоведа, представив дипломную работу «Русское изобразительное искусство на всемирных и международных выставках XIX века», научный руководитель А. Г. Верещагина.
После института продолжила занятия в аспирантуре. В 1973 году защитила диссертацию «Русское изобразительное искусство на всемирных выставках XIX века» на соискание учёной степени кандидата искусствоведения. С 1972 года преподаёт на кафедре русского искусства в ЛИЖСА.
В 2005 году Н. Кутейникова была удостоена почётного звания Заслуженный деятель искусств РФ. В 2020 году избрана действительным членом Российской Академии художеств.
Сфера научных интересов Н. Кутейниковой — отечественное изобразительное искусство XX—XXI веков, мозаика, иконопись.
Внесла большой вклад в изучение современной религиозной живописи. Труд «Иконописание России второй половины XX века», изданный в 2005 году, является первым обобщающим исследованием в этой области искусства.
Член Санкт-Петербургской Епархиальной комиссии по архитектурно-художественным вопросам.
Автор свыше 100 публикаций по истории и проблемам развития отечественного искусства, в том числе монографий, посвящённых творчеству Анатолия Давыдова, Александра Быстрова, Владимира Песикова, Хамида Савкуева, современной православной иконе, мозаике.

## Научные труды

### Монографии
- Кутейникова Н. С. Анатолий Захариевич Давыдов. Монография.. — Л.: Художник РСФСР, 1988.
- Кутейникова Н. С. Мозаика. К истории художественной жизни России второй пол. XIX – нач. XX вв. — СПб., 1998.
- Кутейникова Н. С. Владимир Песиков. Альбом. Вступ. статья. КНР, Русский художественный салон. — 2001.
- Кутейникова Н. С. Александр Быстров. Альбом из серии «Новое поколение русского реализма». КНР, Ляонинь, 2001.
- Кутейникова Н. С. Храм Христа Спасителя. Участие петербургских художников в воссоздании живописного убранства храма.. — СПб.: Облик, 2001.
- Кутейникова Н. С. Хамид Савкуев. Альбом. Вступ. статья. КНР, Ляонинь, 2002.
- Кутейникова Н. С. Иконописание России второй половины XX века.. — СПб.: 3наки, 2005.
- Кутейникова Н. С. Мозаика. Санкт-Петербург. XVIII – ХХ вв.. — СПб.: 3наки, 2005.
- Кутейникова Н. С. Современная православная икона.. — СПб.: Троица, 2007.
- Кутейникова Н. С. Образ Божий. Икона. Стенопись. Мозаика.. — СПб.: 3наки, 2009.
- Кутейникова Н. С. Сергей Репин. Монументальное искусство. Живопись. Графика. Вступ. статья.. — СПб., 2009.
- Кутейникова Н. С. В поисках образа. Восстановление. Воссоздание. Развитие.. — СПб., 2015.

### Статьи
- Кутейникова Н. С. Два исследования — одно направление. // Петербургские искусствоведческие тетради. Вып. 60. СПб.: 2020. С.237-240.
- Кутейникова Н. С. Павел Ковалёв. Поиск своего места в искусстве. Выставка 2018 года. // Петербургские искусствоведческие тетради. Вып. 56. СПб.: 2019. С.107-111.
- Кутейникова Н. С. Заметки о храмовой живописи Воскресенского Новодевичьего монастыря в Петербурге. // Петербургские искусствоведческие тетради. Вып. 56. СПб.: 2019. С.133-139.
- Кутейникова Н. С., Шаманькова А. И. О современном храмовом искусстве Минска и Екатеринбурга. По следам путешествий. 2018 год. // Петербургские искусствоведческие тетради. Вып. 55. СПб.: 2019. С.72-80.
- Кутейникова Н. С. Давыдов Анатолий Захариевич. // Страницы памяти. Справочно-биографический сборник. 1941—1945. Художники Санкт-Петербургского (Ленинградского) Союза художников — ветераны Великой Отечественной войны. Кн.1. СПб.: Петрополис, 2014. С.310-312.
- Кутейникова Н. С. Никита Петрович Фомин. Материалы к монографии. // Петербургские искусствоведческие тетради. Вып. 32. СПб.: 2014. С.136-142.
- Кутейникова Н. С. О творческом опыте и методе профессора Б. С. Угарова. // Вопросы художественного образования. Вып. 18. Л.: 1977.